# جيمس بارد
جيمس بارد (بالإنجليزية: James Bard)‏ هو رسام أمريكي، ولد في 4 أكتوبر 1815 في نيويورك في الولايات المتحدة، وتوفي في 26 مارس 1897 في وايت بلينس في الولايات المتحدة.